# Петрушенко Петро Пилипович
Петро́ Пили́пович Петруше́нко (*21 січня 1915, с. Топильна — † 26 липня 1994, м. Київ) — український архітектор.

## Життєпис
Після закінчення Харківського інженерно-будівельного інституту у 1941 році практично впродовж всієї своєї трудової біографії працював в галузі архітектури.
Основні архітектурні творіння:
- Корпуси науково-дослідних інститутів, зокрема; фізичної хімії (1953), гідрології і гідротехніки (1955), напівпровідників (1958) Національної Академії Наук України;
- висотний житловий будинок по Хрещатику, 25 (1954);
- комплекс гуртожитків торговельно-економічного інституту (1960–1970);
- житловий масив Лісовий (1965–1973);
- кінотеатр «Кіото» (м. Київ).